# مولي ماكونيل
مولي ماكونيل (بالإنجليزية: Mollie McConnell)‏ هي ممثلة أمريكية، ولدت في 24 سبتمبر 1865 في شيكاغو في الولايات المتحدة، وتوفيت في 9 ديسمبر 1920 في لوس أنجلوس في الولايات المتحدة.

## وصلات خارجية
- مولي ماكونيل على موقع IMDb (الإنجليزية)
- مولي ماكونيل على موقع قاعدة بيانات الفيلم (الإنجليزية)